# Schluchsee
Schluchsee è un lago artificiale situato nel sud della Germania presso St. Blasien nel circondario Brisgovia-Alta Foresta Nera a sud-est del Titisee (Baden-Württemberg).

## Geografia
Lo Schluchsee, situato ad una quota di 930 metri sul livello del mare, è il bacino idrico più alto della Germania, oltre che il più grande della Foresta Nera. L'acqua del bacino è relativamente fresca anche in estate a causa della sua elevata altitudine.
Sulle sue sponde settentrionali si trovano l'omonima città di Schluchsee e le frazioni di Seebrugg e Aha. La Ferrovia dei Tre Laghi, un'estensione della Höllentalbahn ovvero la linea ferroviaria che attraversa la Foresta Nera, corre lungo la sponda settentrionale del lago con un percorso che parte dalla stazione di Titisee fino al capolinea di Seebrugg.
Il lago fa parte del complesso della centrale idroelettrica Schluchsee di proprietà dell Schluchseewerk, società che gestisce una serie di bacini collocati a diverse altezze e collegati da stazioni di pompaggio. Questo complesso si estende da Häusern a Waldshut.

## Storia
In origine lo Schluchsee era un lago di tipo glaciale, collocato a 30 metri più in basso rispetto a quello che è l'attuale bacino idrico. Nonostante la presenza della diga, lo Schluchsee appare naturale; esso è lungo 7,3 km e largo 1,4 km. La sua diga alta 63,5 metri venne costruita tra il 1929 e il 1932; per la sua realizzazione, nel 1930 il fondale venne abbassato di ulteriori 13 metri adoperando delle cariche esplosive, portando la profondità del lago ad un livello massimo di 61 metri.
Nel 1983 l'acqua del bacino venne prelevata a fini di ispezione, rendendo impossibili le normali attività di nuoto, pesca e vela. Tuttavia, questo raro avvenimento attirò molti visitatori.